# Basel-Landschaft
Basel-Landschaft er en kanton i Schweiz. Hovedstaden er  Liestal. Mod nordvest grænser kantonen til Frankrig, mod nord til Basel-Stadt og Tyskland, mod øst til Aargau, mod syd til Solothurn og mod sydvest til Jura
Indtil 1833 udgjorde Basel-Landschaft sammen med Basel-Stadt kantonen Basel. Før 1999 blev de to kantoner betegnet som halvkantoner, der hver havde en halv stemme i det schweiziske Ständerat. Da begrebet halvkanton imidlertid blev fjernet fra Schweiz' grundlov i 1999, har Basel-Landschaft nu én stemme i Ständerat (mens de fleste andre kantoner har to stemmer).